# Маріелль Томпсон
Маріелль Томпсон (англ. Marielle Thompson; нар. 15 червня 1992, Норт-Ванкувер, Канада) — канадська фристайлістка, олімпійська чемпіонка, призерка чемпіонатів світу та Х-ігор.
Золоту олімпійську медаль та звання олімпійської чемпіонки Томпсон виборола на зимових Олімпійських ігор 2014 року у скікросі.

## Олімпійські ігри
| Рік  | Місто                     | Скікрос |
| ---- | ------------------------- | ------- |
| 2014 | Сочі, Росія               | 1       |
| 2018 | Пхьончхан, Південна Корея | 17      |
| 2022 | Пекін, Китай              | 2       |

## Чемпіонат світу
| Рік  | Місто                  | Скікрос |
| ---- | ---------------------- | ------- |
| 2011 | Дір-Веллі, США         | 15      |
| 2013 | Восс, Норвегія         | 2       |
| 2015 | Крайшберг, Австрія     | 8       |
| 2017 | Сьєрра-Невада, Іспанія | 5       |
| 2019 | Парк-Сіті, США         | 9       |
| 2021 | Ідре, Швеція           | 1       |